# Lightning GT
Lightning GT — планируемый спортивный электромобиль класса Gran Turismo Британской фирмы Lightning Car Company.

## История
- 2007 — Британская компания Lightning Car Company объявила о создании прототипа[1].
- 2008 — Представлен первый прототип[2].
- 2012 — Запланировано начало продаж. Всего будет продано 250 автомобилей[2], каждый год будет выпускать не более 20 штук[3].

## Спецификации
- Мощность: 2 электродвигателя по 150 кВт[1]